# Pałac w Księginicach
Pałac w Księginicach (niem. Schloss Kniegnitz) – zabytkowy pałac w Księginicach – wsi w Polsce, w województwie dolnośląskim, w powiecie lubińskim, w gminie Lubin.

## Historia
Neorenesansowy pałac wybudowany w latach 60. XIX w. przez Paula von Wiednera. W 1906 r. majątek przejął jego jedyny syn, Hans von Wiedner, żonaty z Magdaleną von Wietersheim  Piętrowy budynek z dwoma dwupiętrowymi skrzydłami zwieńczonymi neobarokowymi szczytami. Od frontu portal z herbami: Hansa von Wiednera (L) i Magdaleny von Wietersheim (P). Obiekt, który mieścił szkołę jest częścią zespołu pałacowego, w skład którego wchodzi jeszcze park.

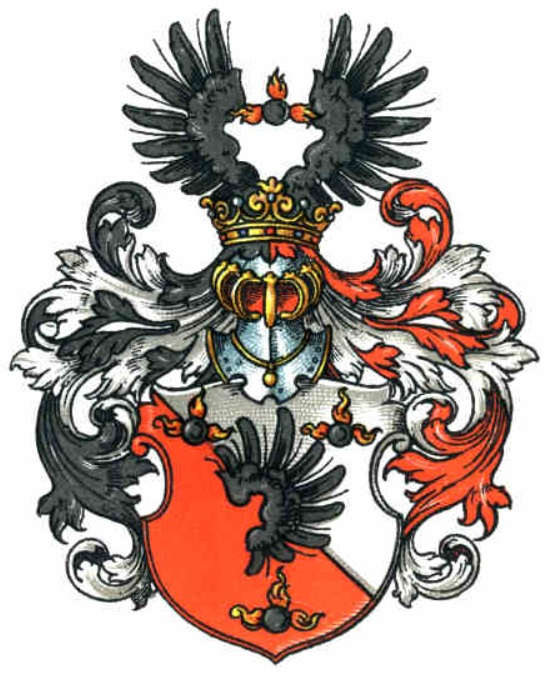
Herb Hansa von Wiednera
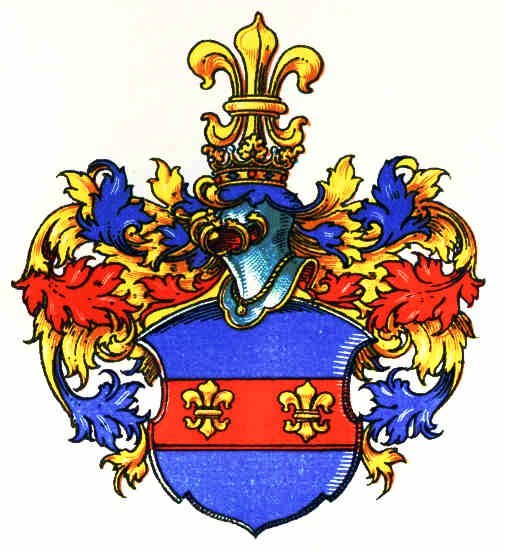
Herb Magdaleny von Wietersheim